# Diyarbakır (stad)
Diyarbakır (Aramees: ܐܡܝܕ, Omid, Koerdisch: Amed, Armeens: Տիգրանակերտ, Tigranakert) is een stad in het zuidoosten van Turkije en de hoofdstad van de gelijknamige provincie. De stad ligt op een steile, 650 meter hoge basaltrots aan de Tigris en is onder andere bekend om zijn watermeloenen en keuken. De Dicledam (een stuwdam) ligt nabij de stad.

## Geschiedenis
Diyarbakır werd voor het eerst circa 3300 jaar geleden benoemd in de geschiedenis als hoofdstad van Bit-Zamani, een Aramees koninkrijk. De stad werd Omid genoemd door de inheemse Arameeërs. In de 3e eeuw stichtten de Romeinen hier de kolonie Amida, genoemd naar de stad die er eerder lag. Met het Romeinse bestuur kwam hier in de 3e eeuw het christendom; de stad werd de zetel van het bisdom Amida. Dit bleef zo nadien tijdens Byzantijns bestuur. Amida werd in de 7e eeuw veroverd door de Arabieren en daarna een belangrijk centrum van de Bakr (Diyarbakır = land van de Bakr). De Byzantijnse basiliek van St. Jan werd een moskee.
De stad kwam vanaf 1515 onder Ottomaans bestuur en was van de 16e tot de 18e eeuw een belangrijke militaire vesting en uitvalsbasis voor de vele veldtochten tegen de Perzen. Als provinciehoofdstad was Diyarbakır een belangrijk administratief centrum.
Op 1 november 1895 braken na het vrijdaggebed hevige rellen uit. Doelwit waren de christenen in de stad, voornamelijk Armeniërs en Arameeërs. Meer dan 3000 van hen vluchtten in kerken en onder andere het Franse consulaat. Toen de rellen na drie dagen luwden, bleken minstens 1000 Armeniërs te zijn gedood. Nog eens 1000 personen werden vermist. Rond 1900 was nog circa 40 procent van de bevolking christelijk. De stad had zowel een Armeens-katholieke als een Syrisch-katholieke en een Syrisch-jacobitische bisschop, een Chaldeeuws-katholieke aartsbisschop en een Grieks-orthodoxe metropoliet. Van de 18e eeuw tot de 20e eeuw verleende de Rooms-katholieke kerk de titel van aartsbisschop van Amida als een eretitel.
Op 30 mei 1915 werd de gehele Armeense en Aramese elite van de stad, 636 personen inclusief de bisschop, vermoord.
Op 27 mei 2016 berichtte het NOS Journaal dat grote delen van de historische binnenstad (Sur) verwoest zijn tijdens de strijd tussen de Turkse regering en de Koerdische Arbeiderspartij (PKK).

## Gevangenis
In Diyarbakır bevindt zich, naast de grote volkse wijk Bağlar, een grote gevangenis. Dit penitentiair complex, dat in 1980 is opengegaan, enkele dagen voor de militaire staatsgreep, is jaren later door het Britse dagblad The Times aangewezen als een van de tien meest verschrikkelijke gevangenissen ter wereld. Het was de plaats waar talloze Koerdische leiders opgesloten hebben gezeten en waar repressieve methoden zijn toegepast die navolging hebben gekregen in andere gevangenissen over de hele wereld.
Eind 2022 is de gevangenis gesloten op bevel van het Ministerie van Justitie en hebben de laatste 300 gevangenen hun cel verlaten. Wellicht past deze beslissing in de strategie die president Erdoğan voorbereidt in de aanloop naar de verkiezingen van 2023, om Koerdische bevolkingsgroepen voor zich te winnen.

## Bezienswaardigheden
- Sint-Giragoskathedraal

## Geboren
- Cihan Haspolatlı (1980), voetballer
- Hamit Yıldız (1987), voetballer
- Ahmet Ögüt (1981), beeldend kunstenaar
- Abdulaziz Demircan (1991), voetballer
- Aziz Yıldırım (1952), architect
- Serop Mirzoyan, (1906 - 2014), Oudste levende man van Nederland 1 april 2013 - 14 november 2014

- Gemeinsame Normdatei: 4091063-5
- Library of Congress Control Number: n85272750
- Nationale Bibliotheek van Tsjechië: ge134130
- Nationale Bibliotheek van Israël: 987007517246305171
- TDVİA: diyarbakir
- Virtual International Authority File: 148996542
- WorldCat: E39PBJht4hR9wTFB7BfFDgXw4q

Adana · Ankara · Antalya · Aydın · Balıkesir · Bursa · Denizli · Diyarbakır · Gaziantep · Kayseri · Mersin · Istanbul · İzmir · İzmit · Konya · Şanlıurfa
Adapazarı · Antiochië (Antakya) · Erzurum · Eskişehir · Kahramanmaraş · Malatya · Manisa · Mardin · Muğla · Altınordu · Samsun · Tekirdağ · Trabzon · Van
Adıyaman · Afyonkarahisar · Ağrı · Akhisar · Aksaray · Alanya · Batman · Bolu · Çanakkale · Ceyhan · Çorlu · Çorum · Darıca · Derince · Düzce · Edirne · Elazığ · Erzincan · Gebze · Giresun · İnegöl · İskenderun · Isparta · Karabük · Karaman · Kırıkkale · Kırşehir · Körfez · Kütahya · Lüleburgaz · Nazilli · Niğde · Osmaniye · Rize · Siirt · Sivas · Tarsus · Tokat · Turgutlu · Uşak · Yalova ·  Zonguldak